# Eberhard Stroot
Eberhard Stroot (* 20. März 1951 in Bruchhausen (Ettlingen)) ist ein früherer deutscher Leichtathlet und Olympiateilnehmer, der in seiner aktiven Zeit für den USC Mainz startete.

## Leben
Stroot wurde 1974 mit der Zehnkampf-Mannschaft des USC Mainz Deutscher Meister, im Einzelwettbewerb wurde er Zweiter. Bei den Olympischen Sommerspielen 1976 in Montréal 1976 wurde Guido Kratschmer, der ebenfalls für den USC Mainz startete, Zweiter im Zehnkampf. Eberhard Stroot hatte im Stabhochsprung drei ungültige Versuche, kämpfte sich aber mit neun Übungen durch auf Rang 21.
Nach seiner aktiven Zeit startete Stroot eine neue Karriere als Maler und Zeichner. Nach Beendigung seiner aktiven Zeit zog er nach Kreuztal und hat heute ein Atelier in Siegen.

## Veröffentlichungen
- Chronozeichnungen zum Thema „Bewegung“, Katalog, Hrsg. E. Stroot, 1982 (EP *„EinBlick“ '88 und '94, Siegen (GP))
- „Meine Stadt“, Hrsg. F.-J. Weber u. Karl Riha, Siegen, 1989
- „Momentaufnahmen“, Hrsg. Literarisches Leben, Siegen, 1989
- Katalog „Stahl und Bewegung“, Hrsg. Kultur!Büro. des Kreises Siegen-Wittgenstein und Kulturamt der Stadt Siegen, 1991
- „Kunstforum International“, Bd. 115, 1991
- Katalog „Bilder und Objekte“, Hrsg. Galerie D. Peveling u. E. Stroot, 1992
- Katalog „Übersicht“, Kunst in NRW, Kultursekretariat Gütersloh, 1995
- Katalog „Neue Arbeiten“, Hrsg. Galerie D. Peveling und E. Stroot, 1995
- „Kunstraum Stadt“ Landeskunstwochen Baden-Württemberg, Hrsg. Museum Ettlingen, 1996
- Katalog „Kunst des Landessportbundes Hessen“, Frankfurt, 1997
- Katalog „Bilder und Objekte aus Edelstahl.“ Hrsg. Galerie Peveling. Olpe, 1998

## Besondere Aufträge/Preise
- 1984 Gestaltung der Jahresgabe des Deutschen Sportbundes, Frankfurt;
- 1985 Gestaltung eines Monumentalbildes in der Europahalle, Karlsruhe;
- 1986 und 1988 Preisträger bei der I. und II. Internationalen Biennale für „Sport und Kunst“ in Barcelona (Accessist-Preis und Ehrenpreis);
- 1990 Ausgestaltung der Mooswaldklinik, Freiburg;
- 1992 zwei Edelstahlreliefs für die Walter-Köbel-Halle, Rüsselsheim; Edelstahlskulptur, Siegen; 3. Preis beim Sparkassenwettbewerb „Geld-Kunst – Kunst-Geld“, Siegen;
- 1995 Edelstahlrelief für Autobahnraststätte Siegen-West;
- 1996 Edelstahlskulptur für IHK Siegen; 3 Edelstahlskulpturen für Horbachpark der Stadt Ettlingen;
- 1997 Bilderinstallationen LSB-Hessen, Frankfurt;
- 2000 Edelstahlskulptur für Stadt Ettlingen; 2. Preisträger Kunstpreis des NOK Deutschland, Köln; 3. Preisträger Großer Kunstpreis Totto-Lotto des Landes Rheinland-Pfalz, Koblenz. Edelstahlskulpturen für Dreslers Park, Kreuztal. Bilderzyklus für Stadtsparkasse, Ettlingen.